# Frederic Kohl
Frederic Kohl (* 17. September 1978) ist ein ehemaliger österreichischer Triathlet. Er ist Triathlon-Staatsmeister auf der Mitteldistanz (2008, 2009) und Vizestaatsmeister (2006, 2007).

## Werdegang
Er war im Triathlon bei Bewerben auf der Kurz- und Langdistanz am Start. 2008 und 2009 wurde er Österreichischer Staatsmeister auf der Mitteldistanz, nachdem er hier in den Jahren zuvor schon zwei Mal Zweiter geworden war. Der Tiroler startete für den Verein Tri Team Telfs.
Im Mai 2008 konnte er sich mit seinem vierten Rang beim Ironman Lanzarote (3,8 km Schwimmen, 180 km Radfahren und 42,195 km Laufen) zum zweiten Mal nach 2004 für einen Startplatz bei der Ironman-Weltmeisterschaft auf Hawaii qualifizieren. Seit 2010 tritt Frederic Kohl nicht mehr international in Erscheinung.
Frederic Kohl hat an der Universität Innsbruck studiert und arbeitet als Lehrer für Geografie und Französisch am Schigymnasium Stams. Er lebt mit seiner Freundin  in Telfs.

## Sportliche Erfolge
| Datum/Jahr    | Rang | Wettbewerb                                       | Austragungsort | Zeit     | Bemerkung |
| ------------- | ---- | ------------------------------------------------ | -------------- | -------- | --- |
| 8. Aug. 2010  | 4    | Trumer Triathlon                                 | Obertrum       | 04:20:07 | auf der Mitteldistanz (2,1 km Schwimmen, 120 km Radfahren und 20,1 km Laufen)                                                  |
| 7. Juni 2009  | 8    | Ironman 70.3 Switzerland                         | Rapperswil     | 04:01:28 | |
| 9. Mai 2009   | 1    | ÖTRV Staatsmeisterschaft Triathlon Mitteldistanz | Graz           | 03:35:51 | Triathlon-Staatsmeister |
| 23. Aug. 2008 | 1    | ÖTRV Staatsmeisterschaft Triathlon Mitteldistanz | Litschau       | 04:09:46 | Triathlon-Staatsmeister über die Mitteldistanz (2,3 km Schwimmen, 85 km Radfahren und 21 km Laufen)                            |
| 26. Aug. 2007 | 1    | Mondsee-Triathlon                                | Mondsee        | 01:56:55 | Sieger auf der olympischen Distanz (1,5 km Schwimmen, 40 km Radfahren und 10 km Laufen) – neben Renate Forstner bei den Frauen |
| 3. Juni 2007  | 2    | ÖTRV Staatsmeisterschaft Triathlon Mitteldistanz | Litschau       |          | Vizestaatsmeister – hinter Daniel Niederreiter                                                                                 |
| 13. Mai 2006  | 5    | Kalterer See Triathlon                           | Kalterer See   | 01:59:21 | [ 5 ] |
| 2006          | 2    | ÖTRV Staatsmeisterschaft Triathlon Mitteldistanz | Litschau       |          | Vizestaatsmeister – hinter Gernot Seidl                                                                                        |
| 9. Juni 2005  | 2    | Erdinger Stadttriathlon                          | Erding         | 02:05:31 | bei der 12. Austragung Zweiter auf der olympischen Distanz – 18 Sekunden hinter Lothar Leder                                   |
| 5. Juni 2004  | 3    | ÖTRV Staatsmeisterschaft Triathlon Kurzdistanz   | Wien           |          | Triathlon olympische Distanz im Rahmen des Vienna City Triathlon                                                               |
| 2003          | 1    | Allgäu Triathlon                                 | Immenstadt     |          | |
| 4. Juli 1998  | 23   | ETU Triathlon European Championship Junior Men   | Velden         | 02:00:06 | Junioren-Europameisterschaft                                                                                                   |

| Datum/Jahr    | Rang | Wettbewerb                                         | Austragungsort    | Zeit     | Bemerkung                                                                                      |
| ------------- | ---- | -------------------------------------------------- | ----------------- | -------- | ---------------------------------------------------------------------------------------------- |
| 1. Okt. 2008  | DNF  | Ironman Hawaii                                     | Hawaii            | –        |                                                                                                |
| 6. Sep. 2008  | 6    | ETU Long Distance Triathlon European Championships | Gérardmer         | 06:38:54 | Langdistanz-Europameisterschaft (4 km Schwimmen, 120 km Radfahren und 30 km Laufen)            |
| 24. Mai 2008  | 4    | Ironman Lanzarote                                  | Puerto del Carmen | 09:09:49 | [ 7 ]                                                                                          |
| 6. Aug. 2005  | 21   | ITU Long Distance Triathlon World Championships    | Fredericia        | 06:04:07 | Triathlon-Weltmeisterschaft auf der Langdistanz                                                |
| 16. Okt. 2004 | 55   | Ironman Hawaii                                     | Hawaii            | 09:45.49 | als zweitbester Österreicher hinter Gernot Seidl (Rang 32); 4. Rang in der Altersklasse M25–30 |
| 3. Juli 2004  | DNF  | ITU Long Distance Triathlon World Championships    | Säter             | –        |                                                                                                |
| 3. Aug. 2003  | 10   | ETU Long Distance Triathlon European Championships | Fredericia        | 06:02:39 |                                                                                                |
| 11. Mai 2003  | 16   | ITU Long Distance Triathlon World Championships    | Ibiza             | 05:49:11 | Triathlon-Weltmeisterschaft auf der Langdistanz                                                |

(DNF – Did Not Finish)